# Беган
Беган (фр. Béganne) насеље је и општина у северозападној Француској у региону Бретања, у департману Морбијан која припада префектури Ван.
По подацима из 2011. године у општини је живело 1386 становника, а густина насељености је износила 39,04 становника/km². Општина се простире на површини од 35,5 km². Налази се на средњој надморској висини од 68 метара (максималној 87 m, а минималној 0 m).

## Демографија
| 1962. | 1968. | 1975. | 1982. | 1990. | 1999. | 2011. |
| ----- | ----- | ----- | ----- | ----- | ----- | ----- |
| 1.440 | 1.521 | 1.486 | 1.446 | 1.351 | 1.307 | 1.386 |

График промене броја становника у току последњих година